# 1925 год в кино

## Фильмы

### Мировое кино
- «Большой парад»/The Big Parade, США (реж. Кинг Видор)
- «Воображаемое путешествие»/Le voyage imaginaire, Франция (реж. Рене Клер)
- «Дочь воды»/La Fille de l’eau, Франция (реж. Жан Ренуар)
- «Затерянный мир» / Lost World, США (сценарий — Артур Конан Дойл)
- «Золотая лихорадка»/The Gold Rush, США (реж. Чарли Чаплин)
- «Париж уснул»/Paris qui dort, Франция (реж. Рене Клер)
- «Пластмассовый век»/The Plastic Age, США (реж. Весли Рагглз)
- «Призрак Мулен-Руж»/Le Fantôme du Moulin-Rouge, Франция (реж. Рене Клер)
- «Целуй меня снова»/Kiss Me Again, США (реж. Эрнст Любич)

### Советское кино

#### Фильмы ЗСФСР

##### Азербайджанская ССР
- «Во имя Бога» (реж. Аббас Мирза Шариф-заде)

#### Фильмы РСФСР
- «Аэро НТ-54» (реж. Николай Петров)
- «Броненосец Потёмкин», (реж. Сергей Эйзенштейн)
- «Еврейское счастье» (реж. Алексей Грановский)
- «Коммунит (Русский газ)» (реж. Я. Морин)
- «Луч смерти» (реж. Лев Кулешов и Всеволод Пудовкин)
- «Мишки против Юденича» (реж. Леонид Трауберг и Григорий Козинцев)
- «Наполеон-газ» (реж. Семён Тимошенко)
- «Степан Халтурин», (реж. Александр Ивановский)

#### Фильмы совместных производителей

##### Двух киностудий и двух союзных республик
- «Намус» (р/п. Амо Бекназарян).
- «Шахматная горячка» (р/п. Всеволод Пудовкин и Николай Шпиковский).

#### Фильмы УССР
- «Укразия», (реж. Пётр Чардынин)

## Знаменательные события
- Первый полноценный анимационный фильм с совмещением живых и анимационных персонажей — «Затерянный мир» / Lost World, США (сценарий — Артур Конан Дойл).

## Персоналии

### Родились
- 11 января — Свобода Бычварова, болгарская писательница и сценарист.
- 26 января — Пол Ньюман, американский актёр, кинорежиссёр, продюсер, обладатель премии «Оскар».
- 31 января — Полен Суману Вьейра, сенегальский кинорежиссёр, сценарист, продюсер, кинокритик и киновед.
- 21 февраля — Сэм Пекинпа, американский кинорежиссёр и сценарист.
- 28 марта — Иннокентий Смоктуновский, советский актёр театра и кино, народный артист СССР.
- 14 апреля — Род Стайгер, американский актёр, обладатель премии «Оскар».
- 17 апреля — Аннели Торндайк, немецкий кинорежиссёр и сценарист.
- 14 мая — Иштван Немешкюрти, венгерский киновед, кинокритик, сценарист и продюсер.
- 20 июня — Андраш Ковач, венгерский кинорежиссёр, сценарист и актёр.
- 1 июля — Клара Лучко, советская киноактриса, народная артистка СССР.
- 10 июля — Титус Месарош, румынский кинорежиссёр-документалист.
- 13 июля
  - Борис Новиков, актёр театра и кино, народный артист Российской Федерации.
  - Григорий Лямпе, актёр театра и кино, заслуженный артист РСФСР.
- 18 июля — Иван Кондов, болгарский актёр театра, кино и телевидения.
- 10 ноября — Ричард Бёртон, валлийский актёр.
- 11 декабря — Евгений Оноприенко, советский киносценарист, кинодраматург.
- 21 декабря — Ольга Аросева, советская актриса театра и кино, народная артистка РСФСР.

### Скончались
- 26 февраля — Луи Фейад, французский режиссёр и сценарист.
- 13 марта — Люсиль Риксен, американская актриса.
- 19 мая — Викинг Эггелинг, шведский авангардный художник и режиссёр.
- 31 октября — Макс Линдер, французский актёр-комик, сценарист и режиссёр.
- 21 декабря — Лотти Лайелл, австралийская актриса, сценарист, кинорежиссёр и продюсер.
- 22 декабря — Мэри Турман, американская актриса.